# مقاطعة فريو (تكساس)
مقاطعة فريو (بالإنجليزية: Frio  County)‏ هي إحدى المقاطعات في ولاية تكساس، الولايات المتحدة الأمريكية.